# Redfield, Iowa
Redfield là một thành phố thuộc quận Dallas, tiểu bang Iowa, Hoa Kỳ. Năm 2010, dân số của thành phố này là 835 người.

## Dân số
Dân số qua các năm:
- Năm 2000: 833 người.
- Năm 2010: 835 người.